# Edwin Martínez
Pedro Edwin Martínez Talavera (Mariano Melgar, Arequipa, 27 de abril de 1966) es un administrador y político peruano. Es congresista de la república por Arequipa para el periodo 2021-2026. Fue alcalde del distrito de Mariano Melgar desde 2015 hasta 2018 y regidor municipal en 2007.

## Biografía
Nació en el distrito de Mariano Melgar, ubicado en la provincia y en el departamento de Arequipa, el 27 de abril de 1966. Es hijo de Julio Martínez Cárdenas y de Paulina Talavera Cáceres.
Realizó sus estudios primarios en la Escuela 40138 y los secundarios en el Colegio Nacional Manuel Veramendy e Hidalgo. En 1985, estudió la carrera de Lengua y Literatura en la Facultad de Filosofía y Humanidades de la Universidad Nacional de San Agustín, donde no llegó a terminarla.
Luego en el año 1989, hizo estudios técnicos en Industrias Lácteas en el Centro Alfa Laval Suecia en el distrito de Majes en Caylloma.

## Carrera política
Es miembro del partido político Acción Popular y se inició en la política como candidato a la alcaldía del distrito de Mariano Melgar en las elecciones municipales del año 2002, sin embargo, no resultó elegido.
En el año 2006, fue elegido como regidor del distrito de Mariano Melgar por Fuerza Democrática, bajo la gestión de Óscar Ayala, quien fue elegido como alcalde de dicho distrito.

### Alcalde de Mariano Melgar
Para las elecciones municipales del 2014, se presentó nuevamente como candidato a la alcaldía de Mariano Melgar y finalmente Edwin Martíne logró salir elegido como alcalde municipal para el periodo 2015-2018.

### Congresista de la República
En las elecciones generales del 2021, Martínez postuló al Congreso de la República por Acción Popular y logró salir elegido como congresista por Arequipa, obtniendo 16,372 votos, para el periodo parlamentario 2021-2026.
En su labor legislativa, fue vicepresidente de la Comisión de Comercio Exterior y Turismo, y actualmente ejerce como vicepresidente de la Comisión Agraria.